# غرايم شارب
غرايم شارب (بالإنجليزية: Graeme Sharp)‏ (16 أكتوبر 1960 بغلاسكو في المملكة المتحدة - ) هو مدرب كرة قدم ولاعب كرة قدم بريطاني في مركز الهجوم، شارك في كأس العالم 1986. وشارك مع منتخب اسكتلندا تحت 21 سنة لكرة القدم ومنتخب اسكتلندا لكرة القدم. أما مع النوادي، فقد لعب مع أولدهام أثلتيك ونادي إيفرتون ونادي بانغور سيتي ونادي دمبرتون.

## مسيرته الكروية
لعب غرايم شارب خلال مسيرته الاحترافية مع 4 أندية في تسعة عشر موسمًا وسجل خلالها 160 هدف ضمن 483 مباراة. حيث فاز في موسم واحد بالكأس وفي موسمين بالدوري.
خاض غرايم شارب مسيرته مع نادي دمبرتون في موسم 1978–79 ولمدة موسمين، مشاركًا في 40 مباراة سجل خلالها 17 هدفًا. ثم انتقل إلى نادي إيفرتون في موسم 1979–80 ليلعب معه اثنا عشر موسمًا، حيث شارك في 322 مباراة سجل خلالها 111 هدف. لينتقل بعدها إلى نادي أولدهام أثلتيك في موسم 1991–92 ليلعب معه أربعة مواسم، مشاركًا في 109 مباراة سجل خلالها 30 هدف. ثم انتقل إلى نادي بانغور سيتي في موسم 1997–98 لمدة موسم واحد، مشاركًا في 12 مباراة سجل خلالها هدفين.

## وصلات خارجية
- غرايم شارب على موقع قاعدة بيانات كرة القدم.إي يو (الإنجليزية)
- غرايم شارب على موقع ناشيونال فوتبول تيمز (الإنجليزية)
- غرايم شارب على موقع عالم كرة القدم.نت (الإنجليزية)